# Hage, Niedersachsen
Hage är en kommun och ort i det tyska distriktet Aurich i det historiska landskapet Ostfriesland i delstaten Niedersachsen.
Kommunen ingår i kommunalförbundet Samtgemeinde Hage tillsammans med ytterligare fyra kommuner.

## Historia
Området har en lång historia. De första bosättningarna uppstod längs en handelsväg som går genom området. På 1200-talet inrättades flera kloster och runt år 1250 byggdes Ansgariekyrkan som har fått sitt namn från Nordens apostel (biskop Ansgar av Bremen).
Hage är en gammal handelsplats som har präglats av olika ostfriesiska hövdingafamiljer. Familjen Hinkenas borg från 1400-talet finns delvis kvar. En annan borg i området är Lütetsburg.
År 1656 fick Hage marknadsrättigheter. Under 1600-talet ökade välståndet i Hage men denna utveckling avstannade genom julstormfloden 1717 som drabbade området hårt. Under 1800-talet byggdes Tysklands högsta väderkvarn i Hage.

## Slottet i Lütetsburg
Från sen medeltid härstammar slottet i Lütetsburg. Slottet är omgivet av en vallgrav och nära slottet finns även en borg. I dag är Lütetsburg känt för sin slottspark från omkring år 1800 med bland annat rhododendron och azaleor. Parken är i dag en av de största i Nordtyskland.

## Geografi

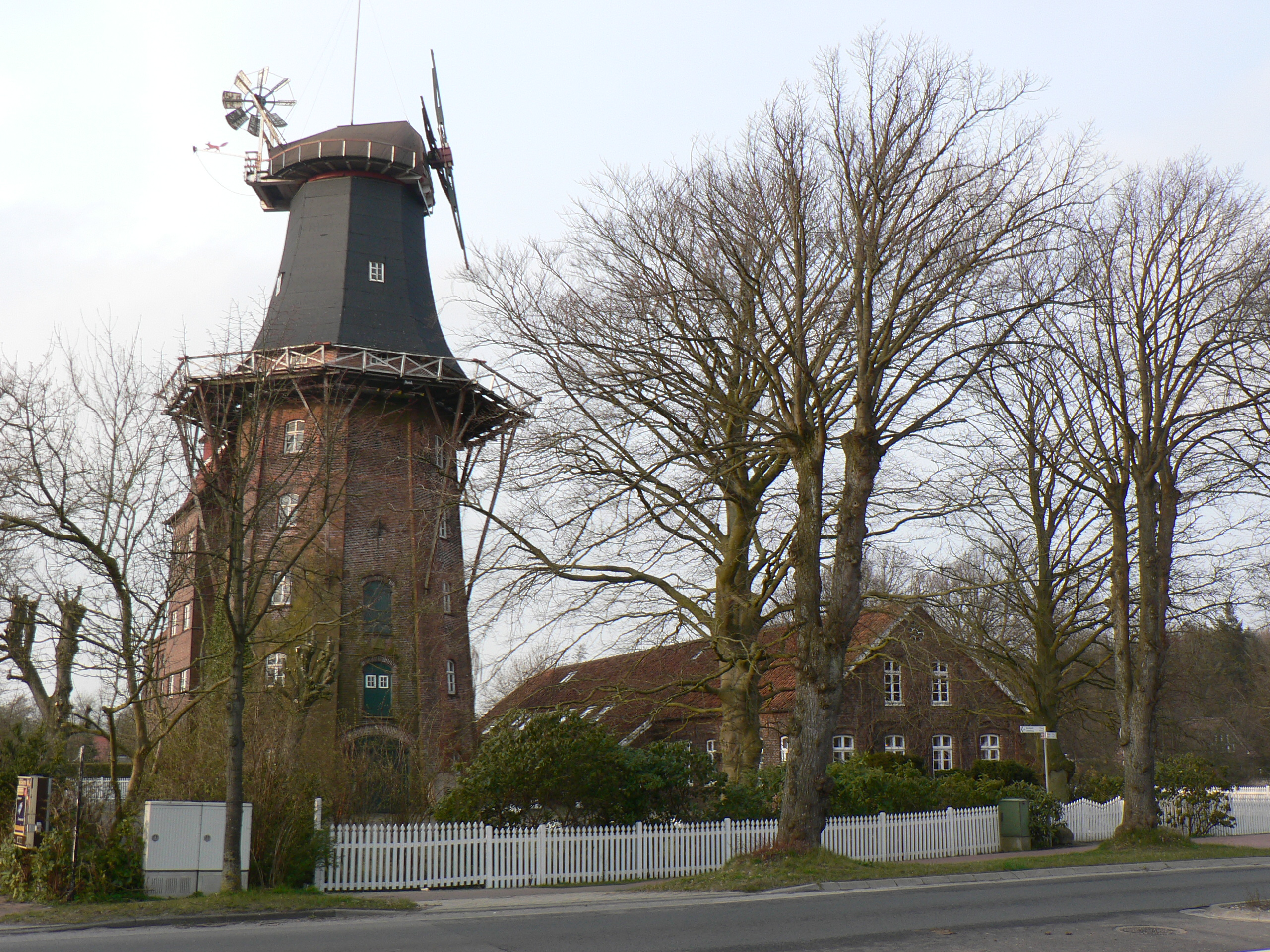
Väderkvarnen i Hage är Tysklands högsta väderkvarn

Hage ligger mellan städerna Aurich och Norden nära Nordsjökusten. Området ligger mellan landskapstyperna geest och marskland.